# Baltzar Grill
Baltzar Grill, död 28 maj 1697 i Stockholm, var en svensk glasmästare och guldsmed.
Baltzar Grill var son till guldsmeden och riksverdien Anthoni Grill i släkten Grill. Om hans ungdom är mycket lite känt; troligen gick han först i lära hos fadern. Från 1675 arbetade han som skedare vid Kungliga myntet. Han hade på 1680-talet planer att i Nederländerna arbeta med att utvinna silver ur koppar, men det blev inget av med dessa planer. På 1690-talet fick han uppdraget att förgylla taket på norra längan av Stockholms slott.
Mest känd kom han dock istället att bli som direktör för Kungsholmens glasbruk. Då glasbruket grundades var han en av intressenterna, och sedan Giacomo Scapitta rymt ur landet blev han tillsammans med Arvid Ivarsson och Johan Gerdes arrendator av glasbruket på fyra år. År 1682 övertog han ensam driften av glasbruket och var därefter dess direktör fram till sin död. Under Grills ledning kom företaget att blomstra. Därutöver intresserade sig Grill för bergsbruket och introducerade bland annat sprängning istället för tillmakning vid Sala silvergruva och Falu koppargruva.